# Sleen
Pour les articles homonymes, voir Sleen (homonymie).

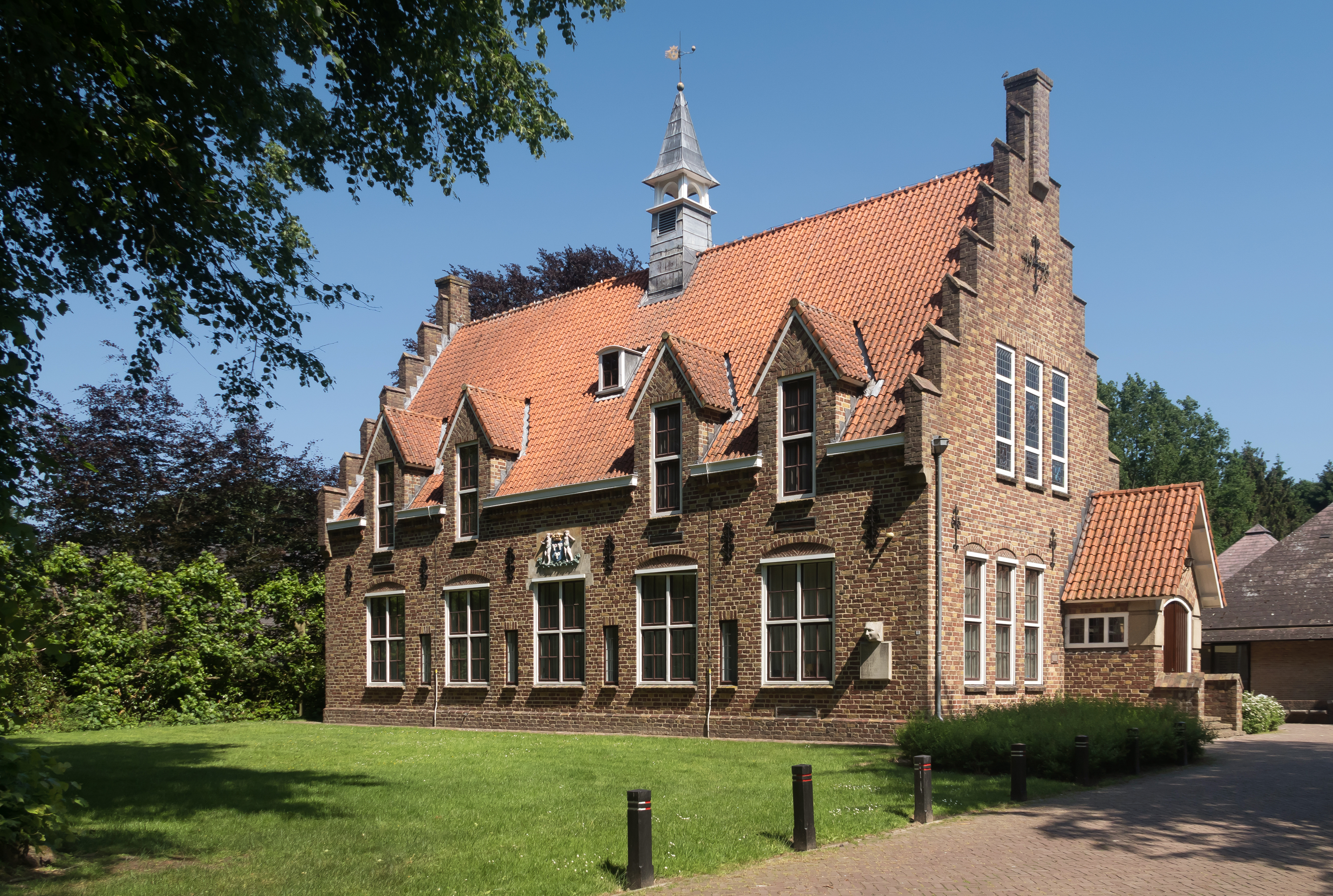
L'ancien hôtel de ville

Sleen est un village situé dans la commune néerlandaise de Coevorden, dans la province de Drenthe. Le 1er avril 2004, le village comptait 2 240 habitants.
La commune de Sleen a été créée en 1817 par démembrement du territoire de Zweeloo, création officialisée le 13 juillet 1819. Sleen a été une commune indépendante jusqu'au 1er janvier 1998 ; à cette date, la commune a été rattachée à Coevorden.

## Personnalités
- Freerk Bos (1965-), acteur né à Sleen.